# Carlos Cazorla
Carlos Cazorla Medina,  (nacido el 7 de diciembre de 1977 en Las Palmas de Gran Canaria, Islas Canarias) es un exjugador de baloncesto español. Con 1.97 metros de estatura, jugaba en la posición de alero. Su hermano Juan Pedro Cazorla jugó en ACB y LEB y su hermana Maite Cazorla es internacional por España.

## Trayectoria
Se forma en las categorías inferiores del Saski Baskonia, y muy joven debuta en la tempora 1993-94 en el primer equipo, jugando la Recopa. Después de 3 años en el primer equipo vitoriano, ficha por el Baloncesto Fuenlabrada en el año 1998, donde se hace un sitio en la Liga ACB, gracia a su gran defensa y físico. Después de 4 años en el equipo fuenlabreño, en el 2002 ficha por el CB Sevilla, equipo en el que juega 5 años. Su siguiente destino sería el Menorca Bàsquet, donde solo juega una temporada. Su último equipo como profesional sería el Lucentum Alicante, jugando durante tres temporadas en el equipo alicantino, la primera de ellas, en Liga LEB. En Liga ACB jugó 485 partidos, promediando 4,4 puntos, 2,8 rebotes, y 1 asistencia por partido.

## Palmarés

### Saski Baskonia
- 1994-95 Campeonato de España Junior. Saski Baskonia. Campeón.
- 1995-1996 Copa de Europa (Antigua Recopa). Saski Baskonia. Campeón.

### Selección
- 1994 Campeonato de Europa Junior. Selección de España. Tel Aviv. Medalla de Bronce.
- 1999 Universiada. Selección de España Universitaria. Palma de Mallorca. Medalla de Bronce.
- 2001 Juegos del Mediterráneo. Selección de España B. Túnez. Medalla de Oro.

### Lucentum
- 2008-09 Lucentum Alicante. Copa Príncipe. Campeón.
- 2008-09 Lucentum Alicante. LEB Oro. Campeón del playoff y ascenso.